# Salomona ogatai
Salomona ogatai är en insektsart som beskrevs av Tokuichi Shiraki 1930. Salomona ogatai ingår i släktet Salomona och familjen vårtbitare. Inga underarter finns listade i Catalogue of Life.